# Zaragoza (El Salvador)
Zaragoza es una ciudad del departamento de La Libertad (El Salvador). Su centro político está ubicado en latitud 13°35'11.41"N y longitud 89°17'22.66"W. Cuenta con una población de 26 510 habitantes, según el censo salvadoreño de 2024.
El distrito limita al norte con Nueva San Salvador; al este con San José Villanueva; al sur con La Libertad; y al oeste también con La Libertad y Santa Tecla (Nueva San Salvador).
Las fiestas patronales se celebran en honor a la Virgen del Pilar, el 12 de octubre de cada año.
Sus cultivos principales son los granos básicos, café, hortalizas y frutas. Hay crianza de ganado porcino y aves de corral. Su población se dedica principalmente al cultivo de café y a la fabricación de productos lácteos.
| Censo | Población | Cambio | Porcentaje |
| ----- | --------- | ------ | ---------- |
| 2007  | 22 525    | N/D    | N/D        |
| 2024  | 26 510    | 3 985  | 17.7%      |

## Historia

### El valle del Tempisque y fundación de la población
En los ejidos de Huizúcar llamados los planes de El Tempizque y El Barillo, se formaría un valle o caserío llamado "El Tempizque" en clara referencia el árbol que abundaba en ese lugar. En 1864 un grupo de habitantes de esa zona solicitaría al gobierno para que erigiese a la población como un municipio; el gobierno entonces enviaría a un supervisor que verificaría los requisitos establecidos por la ley para ese propósito; y al comprobarlos, en abril de 1864, se crearía el municipio de Zaragoza y se le daría el título de pueblo a su cabecera.
Al crearse el departamento de La Libertad y el distrito de Nueva San Salvador, por decreto legislativo del 28 de enero de 1865, ya se mencionan como uno de sus municipios al pueblo de Zaragoza.
Su ubicación al sur de Nueva San Salvador (Santa Tecla) y al norte del puerto de La Libertad, le permitió subsistir gracias al transporte de mercaderías desde el puerto de La Libertad hasta San Salvador. Por lo que sus primeros pobladores eran principalmente carreteros, que creaban trenes con sus carretas para poder trasladar mercaderías desde el puerto de La Libertad hasta la capital; travesías que podían durar hasta cuatro o cinco días, haciendo una pausa de descanso en las instalaciones que Zaragoza brindaba.
En el pueblo había una plaza comercial con una pequeña torre con un reloj de agujas, frente a ella la alcaldía municipal (ahora la plaza comercial de Zaragoza) y a un costado del mercado, la iglesia católica colonial (destruida en 2001 por un terremoto y demolida en 2006 para reconstruirla). En el centro de la localidad se ubicaba una cancha municipal (ahora es un polideportivo, a un costado de la actual alcaldía). Contaba con tres cruces que enmarcaban el casco urbano: una ubicada a la entrada de la ciudad (donde ahora está La plaza Zaragoza, Super selectos), otra en la salida del pueblo (en el barrio de la Cruz, por las instalaciones de Radio Bálsamo) y otra en la calle que va hacia el cementerio; esta última es la única que existe actualmente.

### Zaragoza en 1890
Algunos datos publicados por Guillermo J. Dawson en 1890 sobre «el pueblo de Zaragoza»:
- Ubicación — «A corta distancia de la margen derecha del San Antonio, a 13 kilómetros de la ciudad de Santa Tecla y sobre la carretera que conduce al puerto de La Libertad».
- Clima — «Salubre, aunque cálido».
- Economía — «La agricultura forma el principal patrimonio de sus vecinos».
- Población — «1586 habitantes».
- Fuentes Termales — «la fuente sulfurosa del Campo Santo, a 200 metros al Oeste» del pueblo.
- La Iglesia del Pilar, homónima de la catedral-basílica original en Zaragoza de Aragón (España), estructura en adobe de principios del siglo XIX, fue demolida en 2006.[5]

### Otros Sucesos delsigloXIX
En 1875 se inauguró el primer cementerio, que tenía una cruz al frente llamada la cruz del perdón, y cuyo primer enterramiento fue el de José Palacios. Más adelante, en 1940, se inauguraría otro cementerio municipal en el caserío El Nance, que fue donado por Natividad Enríquez; siendo las primeras familias enterradas ahí los Martínez Hidalgo y los Enríquez Martínez.
En diciembre de 1875, el presidente Santiago González, acompañado de Andrés Valle y otras personas, pasaron por el pueblo en su camino desde el puerto de La Libertad, a donde arribó el 16 de diciembre a San Salvador de regreso de su viaje a oriente; el alcalde Guadalupe Gómez pronunció un discurso dirigida al general González y el futuro presidente Andrés Valle. Llegaron a San Salvador a las cinco y media de la tarde del 17 de diciembre.
En 1878 Ignacio Meléndez, como procurador de la municipalidad, solicitaría al gobierno presidido por Rafael Zaldívar que se concediese títulos de propiedad a treinta y media caballerías de tierra que el supremo gobierno compró (a la cantidad de 1987 pesos y 50 centavos) a la municipalidad de Huizucar en marzo de 1868, para ejidos de Zaragoza. Dichos títulos serían concedidos, en documento firmado por el presidente Zaldívar y el subsecretario de hacienda y guerra Pedro Meléndez, el 7 de junio de 1878.
En el 10 de junio de 1886 el gobierno del general Francisco Menéndez acordó el establecimiento de una oficina de correos en Zaragoza, desempeñada por el telegrafista del pueblo.

### sigloXX
El 20 de abril de 1921, durante la presidencia de Jorge Meléndez Ramírez, se elevó a la categoría de villa. En 1996 obtuvo el título de ciudad, bajo la administración del alcalde Arnoldo Valladares.
Una de las fincas más destacadas fue la finca Miramar, cuyos terrenos se extendían entre este municipio y el de San José Villa Nueva; y que jugó gran papel en su economía, ya que brindaba empleo a unas 200 personas; siendo su principal actividad el cultivo del café, la caña de azúcar y la crianza de ganado. Dicha finca sería propiedad de la compañía H. de Sola, y en 1935 sería comprada por Rogelio Muyshondt; quien 1957 donó el primer transformador para que la población recibiera por primera vez luz eléctrica, suministrada por la empresa CAESS.

## Educación
La primera escuela de Zaragoza fue una de las primeras instituciones en funcionar en el pueblo. Hasta 1917 se enseñaban solamente primer y segundo grado; asimismo, los varones recibían clases en una casa cerca de la alcaldía, y las niñas en la casa donde estaban ubicadas las oficinas de ANTEL.
En 1924, el presidente Alfonso Quiñónez Molina inauguró la escuela José María Cáceres, donde daría un discurso el escritor Alberto Masferrer. En ese momento su director era Ignacio Alfaro, y tenía por prefesoras a Rosenda Gómez y Tránsito Perdomo.
Algunos centros escolares son: Complejo Oscar Arnulfo Romero (COAR), José María Cáceres, Colegio Zaragoza; Colegio Salvadoreño San Martín de Porres e instituciones como: Instituto Nacional de Zaragoza (INZA).

## Lugares para visitar

### Parroquia Nuestra Señora del Pilar

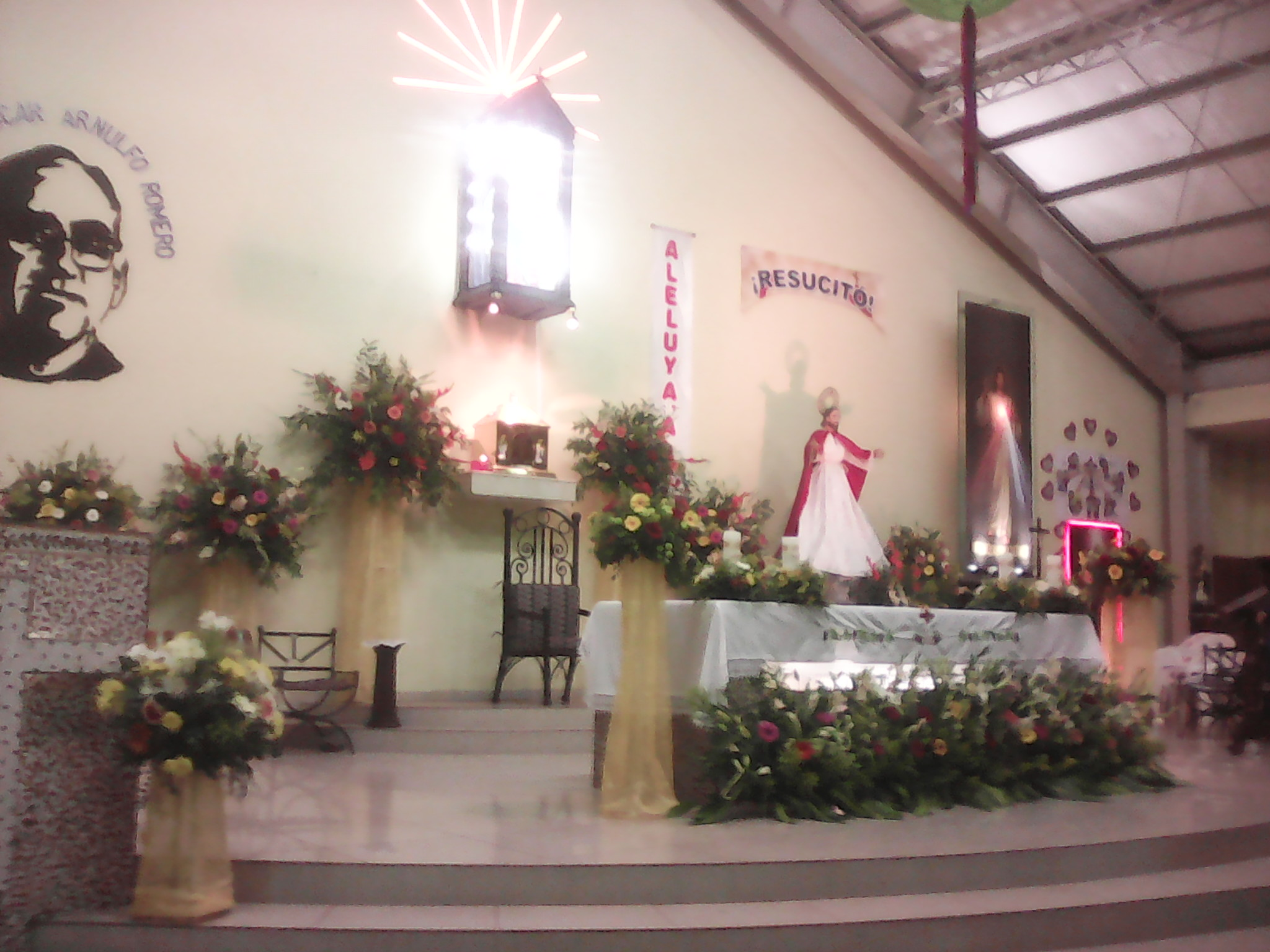
Parroquia Nuestra Señora del Pilar (antes)

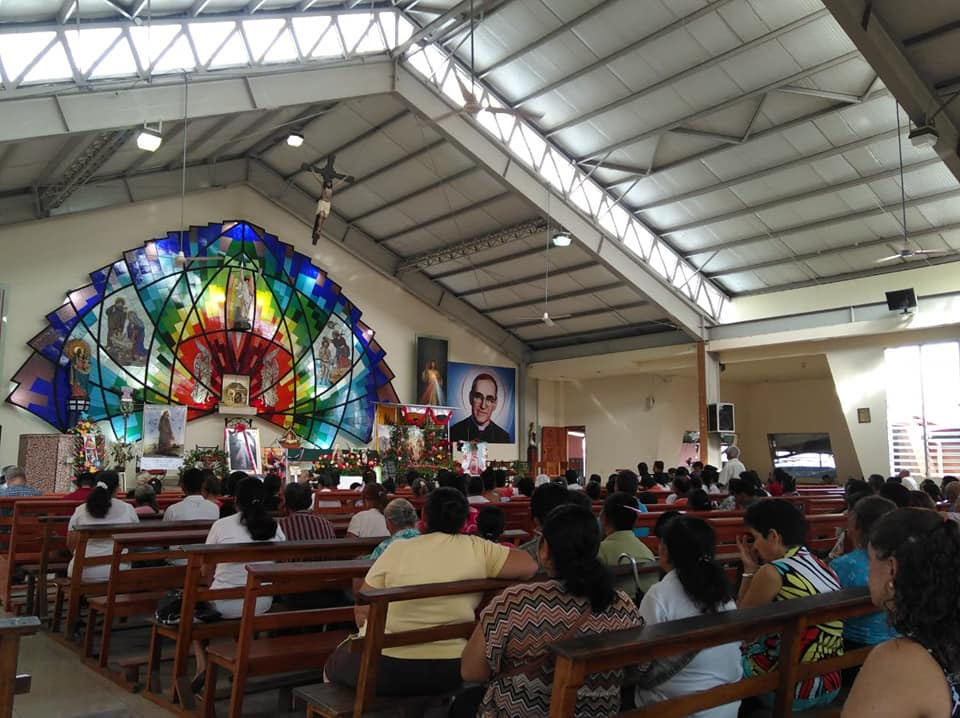
Parroquia (actualmente)

Se encuentra localizada en el centro del pueblo, y no se sabe en qué fecha aproximadamente se comenzó a construir; se considera que existe desde la fundación de la población. En su interior se encontraba una placa con la fecha 1875, que probablemente hiciese referencia a la fecha en que finalizó la construcción.
Este templo fue casi completamente destruido por el terremoto del 13 de enero de 2001; por lo que fue reconstruido entre el 2005 y 2007, durante la administración parroquial del presbítero José Adonay Chicas Campos.

### Plaza Central
Esta cuenta con un polideportivo con dos canchas de fútbol, dos de baloncesto y una pista de patinaje, además cuenta con un salón multiusos, una biblioteca virtual gratuita y un moderno palacio municipal.

### Centro Comercial Plaza Zaragoza
Plaza Zaragoza posee un supermercado y una amplia variedad de tiendas como salón de belleza, ropa y calzado, entre otros.

### Parques acuáticos
Una de los atractivos de Zaragoza es la "montaña acuática y también la plaza “Zaragopolis” donde puedes degustar platos fuertes como también populares de la zona. Este está a unos 2 kilómetros de Zaragoza y esta camino al puerto de la libertad.

## Festividades
Las fiestas patronales son en honor la Virgen del Pilar y se realizan en octubre, donde se incluyen torneos de fútbol y básquetbol, como también el baile, quema de pólvora y desfile de carrozas. Se llena de esplendor la ciudad para sus fiestas. En 2024 con el mandato de Milagro Navas las festividades no están siendo las mejores.